# Hraniční zeď (Fulnek)
Hraniční zeď je historická zeď ležící na hranici mezi Moravou a Slezskem. Je ve městě Fulnek v okrese Nový Jičín. Geograficky se nachází v pohoří Vítkovská vrchovina v Moravskoslezském kraji v Horním Slezsku.

## Historie a popis
Hraniční zeď, jejíž nejstarší části pocházejí pravděpodobně z 15. století, je na ulici Na Slezsku. Je pozůstatkem jedné z místních klášterních zahrad (německy Canoniegarten) katolického řádu Augustiniánů kanovníků. Augustiniáni kanovníci ve Fulneku působili v letech 1389 až 1784, kdy byl jejich klášter zrušen v rámci reforem císaře a krále Josefa II.
Jan ze Žerotína připojil v roce 1481 město Fulnek k Moravě. Avšak představení kláštera, kteří byli váženými zástupci v Opavském zemském sněmu, usilovali o vyčlenění svých území do tehdejšího Opavského knížectví (budoucí součást Slezska), což se jim v roce 1516 nakonec podařilo. Hraniční zeď se pak stala součástí hranice mezi historickým územím Moravy a Slezska, tzv. Moravsko-slezská hranice, a později také hranicí Rakouského Slezska. Hraniční zeď tedy dělí tak Fulnek na dvě historické části. Zeď byla postavena z kamenů a z pozdějších dob jsou v ní také cihly.

## Další informace
Zeď je celoročně volně přístupná ze strany silnice na ulici Na Slezsku.

## Galerie

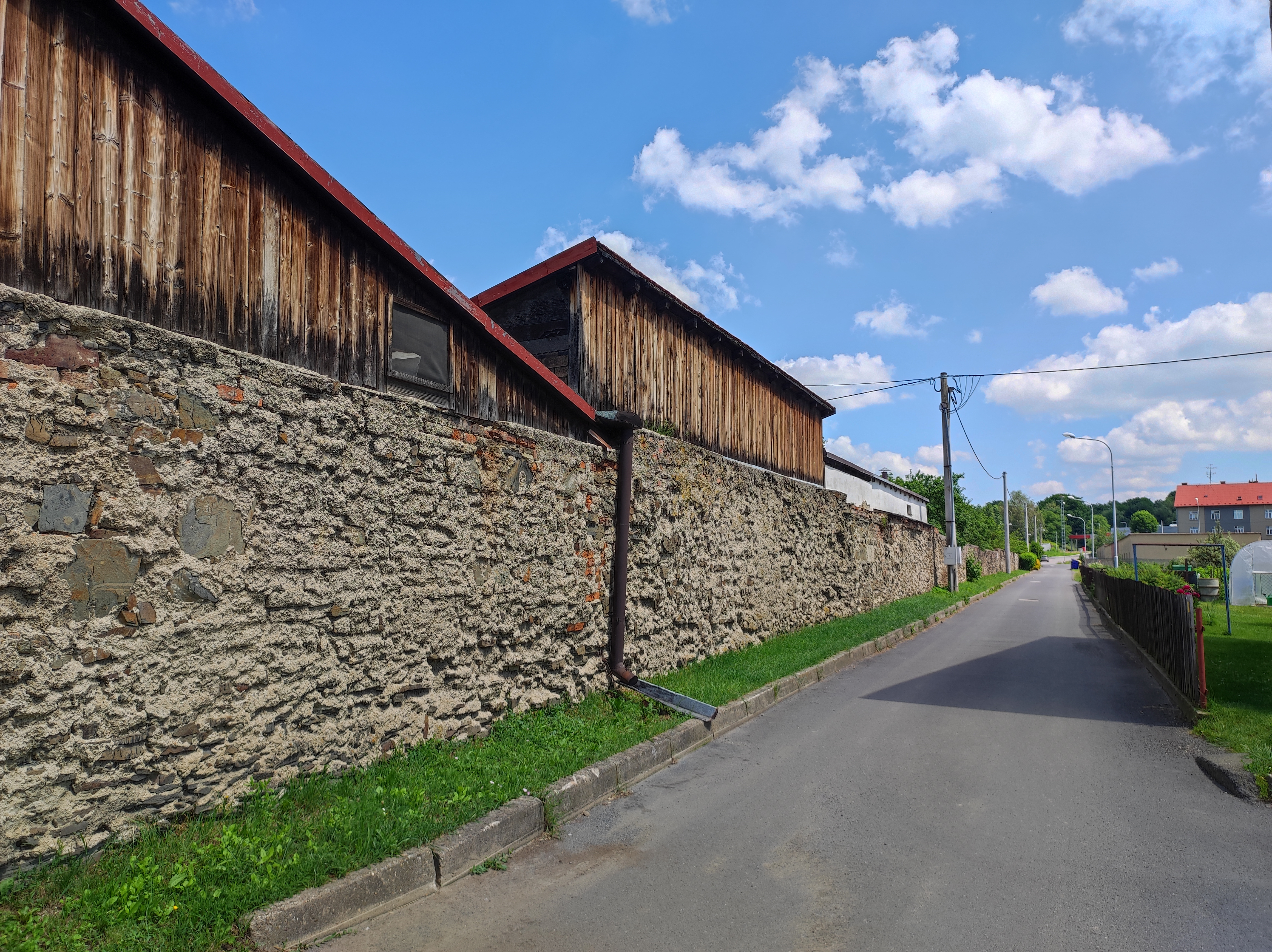
Hraniční zeď
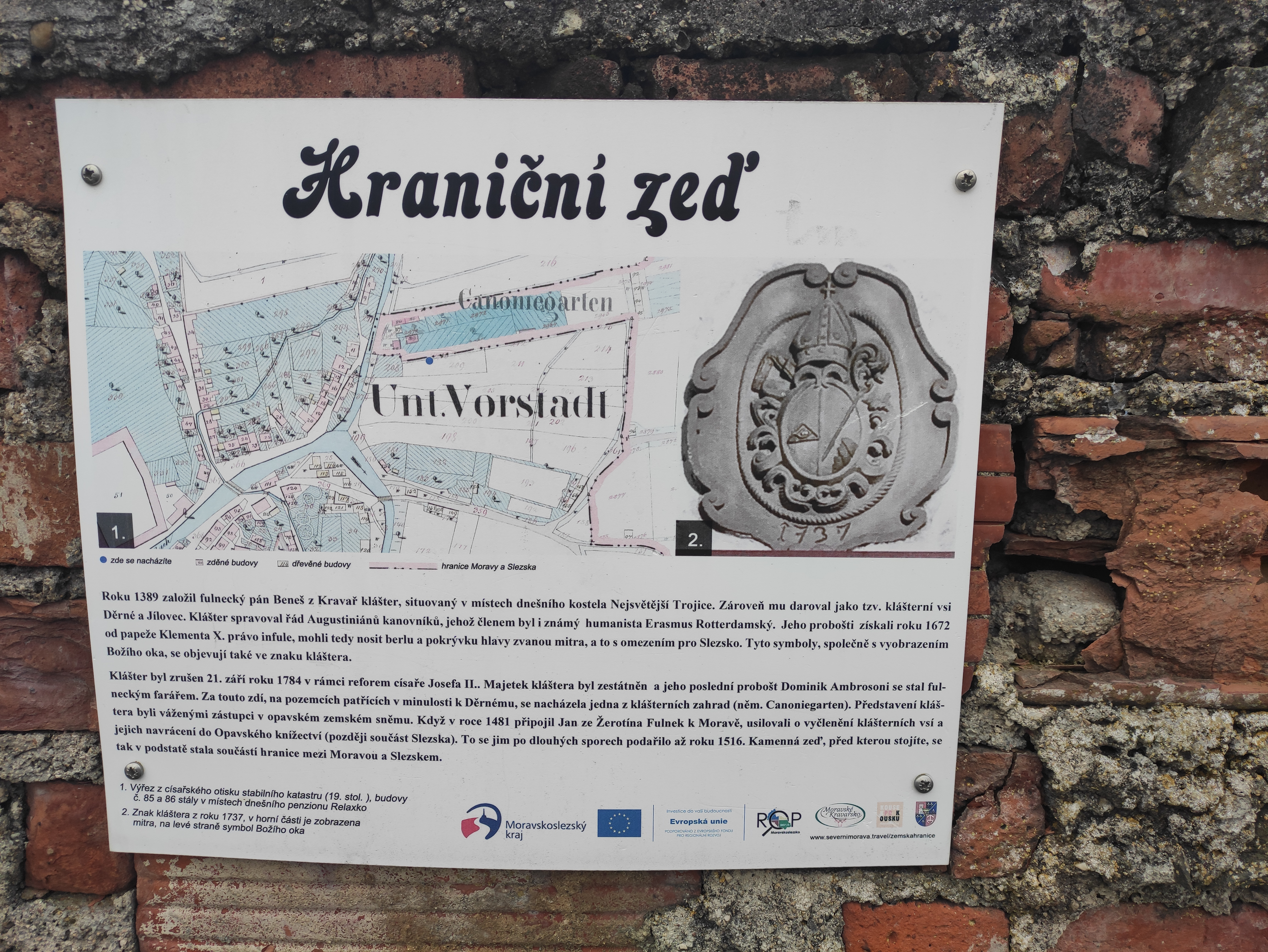
Informační panel u zdi